# 咸涛
咸涛（1989年2月12日—），出生于辽宁大连，足球运动员。现效力于中甲球队江西联盛。

## 职业生涯
出道于哈尔滨毅腾，是2011年冲甲的功臣之一。2012年初，被俱乐部租借到了河北中基。2014年伊始，他被租借到了中乙球队江西联盛，并在2015年正式加盟球队。